# André Maczkowiak
André Maczkowiak (* 1. April 1983 in Leverkusen) ist ein ehemaliger  deutscher Fußballspieler und heutiger Trainer.

## Karriere
Der 1,90 m große Torwart spielte während seiner Jugendzeit beim 1. FC Monheim, dem KFC Uerdingen 05 und Bayer 04 Leverkusen, bevor er 2002 zum 1. FC Köln wechselte und in dessen zweiter Mannschaft spielte. Dort bestritt er bis 2005 insgesamt 27 Spiele in der Regionalliga Nord. 2005 wechselte er zu Rot-Weiss Essen und wurde dort zur Nummer 1 im Tor, wobei er sich gegen Dirk Langerbein durchsetzte. Nachdem er mit den Essenern den Aufstieg in die 2. Bundesliga geschafft hatte, verpflichtete der Verein mit Karim Zaza einen weiteren Torwart, welcher Maczkowiak im Tor verdrängte. So kam er in der 2. Bundesliga lediglich zu einem Einsatz. Am 20. August 2006, dem 2. Spieltag der Saison 2006/07 stand er beim 2:0-Sieg gegen den SC Freiburg im Tor.
Nach einem Jahr beim FC Rot-Weiß Erfurt kehrte er wieder zurück an die Hafenstraße. Nach der Insolvenz des Vereins verließ Maczkowiak Rot-Weiss Essen und wechselte zu Rot Weiss Ahlen. Als dieser Verein den Zwangsabstieg aus der 3. Liga hinnehmen musste, war Maczkowiak zunächst vereinslos; im November 2011 schloss er sich dann dem Regionalligisten Sportfreunde Lotte an. Für Lotte absolvierte er zwei Spiele, erhielt aber zur Saison 2012/13 keinen neuen Vertrag. Daraufhin schloss er sich seinem Jugendverein 1. FC Monheim an, mit dem er 2013 aus der Bezirksliga in die Landesliga Niederrhein aufstieg. Nach dem Abstieg nur ein Jahr später schaffte er von 2015 bis 2017 mit der Mannschaft den Durchmarsch von der Bezirksliga in die Oberliga Niederrhein. Aufgrund einer schweren Schulterverletzung verpasste er jedoch die entscheidenden Spiele um den Oberliga-Aufstieg und wechselte zur Saison 2017/18 auf die Position des Co-Trainers.